# Derechos constitucionales
Los derechos constitucionales  son aquellos que son incluidos en la norma constitutiva y organizativa de un Estado generalmente denominada Constitución que se consideran como esenciales en el sistema político y que están especialmente vinculados a la dignidad humana. Es decir, son aquellos derechos que disfrutan de un estatus especial en cuanto a garantías (de tutela y reforma) dentro del ordenamiento jurídico. Es conocido el planteamiento filosófico-antropológico según el cual donde nace una necesidad surge un derecho; este planteamiento tan lógico aparece por primera vez en la República de Platón. Los derechos constitucionales se clasifican en derechos fundamentales o de primera generación, derechos económicos, sociales y culturales o de segunda generación y derechos a un medio ambiente sano o de tercera generación.[cita requerida]

## Derechos fundamentales
Los derechos fundamentales son aquellos inherentes al ser humano, que pertenecen a toda persona en razón a su dignidad.
1. Concepto objetivo: el Estado está ligado a las leyes, normas y otros; por lo cual, ya es un Estado de derecho.

## Protección jurisdiccional
Los derechos fundamentales en los diferentes ordenamientos constitucionales tienen una tutela específica que varía en método y procedimiento conforme la legislación de cada estado.

## Su eficacia frente a terceros
Los derechos fundamentales, que en principio son derechos públicos subjetivos a ejercer frente al Estado, despliegan además una eficacia en las relaciones entre particulares, es decir, una eficacia frente a terceros, a particulares (que no son poderes públicos). Esto no se discute. La cuestión es si estamos ante una eficacia directa o sólo ante una de carácter indirecto: es la cuestión conocida en la doctrina alemana como Drittwirkung der Grundrechte.

## Sus límites y contenido esencial. Proporcionalidad, ponderación y jerarquía
Para el análisis de los problemas relativos a los derechos fundamentales, a la vista de la jurisprudencia española y de la doctrina y jurisprudencia alemanas, Brage Camazano propone un método que “distingue entre el ámbito normativo del derecho fundamental, como contenido ab initio del derecho fundamental, antes de toda posible restricción; la intervención en el derecho fundamental, que se refiere a las distintas formas de interferencia o injerencia en ese ámbito inicialmente protegido por el derecho; y la justificación constitucional de esa intervención. Es un método de enjuiciamiento que, en buena medida responde a la naturaleza de las cosas, al esquema regla (libertad o derecho)/excepción (restricciones de la libertad o derecho) que rige en tantos aspectos o ámbitos del derecho, pero que, a nuestro modo de ver, es antes que nada un expediente técnico que facilita el examen de las cuestiones relativas a los derechos fundamentales y hace más transparente dicho análisis".
Según parte de la doctrina, los derechos fundamentales no son susceptibles de jerarquización, pues son indivisibles e interdependientes. Para otra parte de la doctrina (Bidart, Rosatti, Ekmekdjian, Riofrío) es posible establecer criterios lógicos, cronológicos, axiológicos, normativos, entre otros, para establecer algún tipo de jerarquía, abstracta o concreta, de los derechos. La tesis más aceptada es que el peso específico del derecho y la determinación de cuál derecho ha de prevalecer en un balanceo de derechos, ha de hacerse en el caso concreto.

## Derechos constitucionales por país

### Argentina
La Constitución Argentina legisla sobre derechos fundamentales en su primera parte titulada "Declaraciones, derechos y garantías" y, con la reforma del año 1994, en el artículo 75 inciso 22 donde se encuentran incluidos los siguientes Tratados de Derechos Humanos: Declaración Americana de los Derechos y Deberes del Hombre; Declaración Universal de Derechos Humanos; Convención Americana sobre Derechos Humanos; Pacto Internacional de Derechos Económicos, Sociales y Culturales; Pacto Internacional de Derechos Civiles y Políticos y su Protocolo Facultativo; Convención sobre la Prevención y la Sanción del Delito de Genocidio; Convención Internacional sobre la Eliminación de todas las Formas de Discriminación Racial; Convención sobre la Eliminación de todas las Formas de Discriminación contra la Mujer y Convención contra la Tortura y otros Tratos o Penas Crueles, Inhumanos o Degradantes; Convención sobre los Derechos del Niño.

### Chile
La Constitución Política de la República asegura a todas las personas un catálogo de derechos ubicados en el artículo 19 de la carta fundamental, más otros implícitos en todo el texto constitucional. Para que estos derechos sean verdaderamente efectivos, el artículo 26 señala al respecto que "La seguridad de que los preceptos legales que por mandato de la Constitución regulen o se limiten en los casos en que ella lo autoriza, no podrán afectar los derechos en su esencia, ni imponer condiciones, tributos o requisitos que impidan su libre ejercicio". También, la Constitución en sus artículos 20 y 21 establece instrumentos procesales o acciones constitucionales destinadas a hacer efectivos judicialmente los derechos que la constitución garantiza. Estos recursos son el recurso de protección (artículo. 20) y recurso de amparo (art. 21). El segundo ve los asuntos relacionados con la libertad personal y el debido proceso, y el primero el resto de los derechos que el art. 20 menciona, pudiendo la persona o cualquiera en su nombre recurrir a la corte de apelaciones respectiva para interponer la acción. 
También encontramos referencia a los derechos fundamentales, especialmente a aquellos que provienen de tratados internacionales sobre derechos humanos en el artículo 5. Esto genera discusiones en la doctrina con respecto a si los tratados de derechos humanos tienen jerarquía legal, supralegal, constitucional o supraconstitucional, pues limitan el ejercicio mismo de la soberanía.

### Colombia
La Constitución Política Colombiana, de 1991, le da a toda persona, un conjunto de garantías fundamentales y la acción correspondiente para hacerla valer, sin importar, nacionalidad, género, raza, condición u origen.
Entre ellos y con diferente modo de aplicación podemos enumerar los siguientes:
Derecho a la vida, integridad personal, igualdad, reconocimiento de personalidad jurídica; intimidad;al libre desarrollo de la personalidad: a la libertad personal en todas sus formas; a la libertad de conciencia; de expresión y de información; y de cultos; a la honra y buen nombre; al derecho de petición; de libre circulación; al trabajo; la libertad de escoger profesión y oficio; de enseñanza, aprendizaje investigación y cátedra; al habeas corpus; al debido proceso; a no ser sometido a sanciones de destierro, prisión perpetua o confiscación; al asilo, en los términos previstos por la ley; a las libertades de reunión y manifestación; y a los derechos políticos.
Los derechos de los niños, que incluyen derechos prestacionales como la salud.
Las disposiciones de la Convención Americana de Derechos Humanos; Los Cuatro Convenios de Ginebra del 12 de agosto de 1949; los protocolos adicionales a los Convenios de Ginebra; La Convención sobre prohibiciones o restricciones del empleo de ciertas armas convencionales que pueden considerase excesivamente nocivas o de efectos indiscriminados y sus cuatro protocolos; La Convención Interamericana para prevenir y sancionar la tortura; La Convención Interamericana sobre desaparición forzada de personas; Convenio 98 de la OIT sobre el derecho de sindicación y negociación colectiva; Convenio 138 de la OIT sobre edad mínima de admisión de empleo; Convenio 182 de la OIT sobre la prohibición de peores formas de trabajo infantil y la acción inmediata para su eliminación.
La Dignidad Humana; el mínimo vital; la seguridad personal frente a riesgos extraordinarios; y la estabilidad laboral reforzada de sujetos de especial protección constitucional (trabajadores con fuero sindical, personas discapacitadas, la mujer embarazada y los portadores de VIH - SIDA).
El derecho a la seguridad social en salud y la vida; derecho a la seguridad social en pensiones y el mínimo vital; derecho al pago oportuno de pensiones y el mínimo vital; derecho al pago de la licencia de maternidad y el mínimo vital; derecho a la educación; y derecho a un medio ambiente sano.

### España
La Constitución Española otorga a todos los ciudadanos una serie de derechos fundamentales y libertades públicas, regulado por el Título I de la Constitución, Capítulo 2. Se trata, en concreto, de los artículos 14 a 38. Dentro de estos derechos fundamentales, se encuentran los derechos fundamentales especialmente protegidos, del 15 al 29, los cuales son reserva de ley orgánica. Estos regulan toda una serie de garantías (entre otros, Defensor del Pueblo, recurso de inconstitucionalidad, procedimientos sumarios, recurso de amparo) para este tipo de derechos.
En teoría, en España los derechos fundamentales sólo pueden ser explícitos, aunque el Tribunal Constitucional, en la práctica, ha atribuido en ocasiones a los derechos fundamentales explícitos otros contenidos absolutamente nuevos que vienen a ser casi derechos fundamentales tácitos; ello ha venido impuesto en varias ocasiones por la jurisprudencia del Tribunal Europeo de Derechos Humanos de Estrasburgo.
Los derechos fundamentales garantizados por la Constitución española son, entre otros, el derecho a la igualdad y no discriminación; el derecho a la vida y a la integridad física, a la libertad religiosa, a la libertad personal, a la intimidad personal y familiar y a la propia imagen, a la libertad de expresión e información, a la libertad de cátedra, a la libertad de reunión, a la libertad de asociación, al libre acceso a cargos y funciones públicas en condiciones de igualdad, a la tutela judicial efectiva, a la legalidad penal, a la educación, a la libertad de sindicación, el derecho de petición.

### México

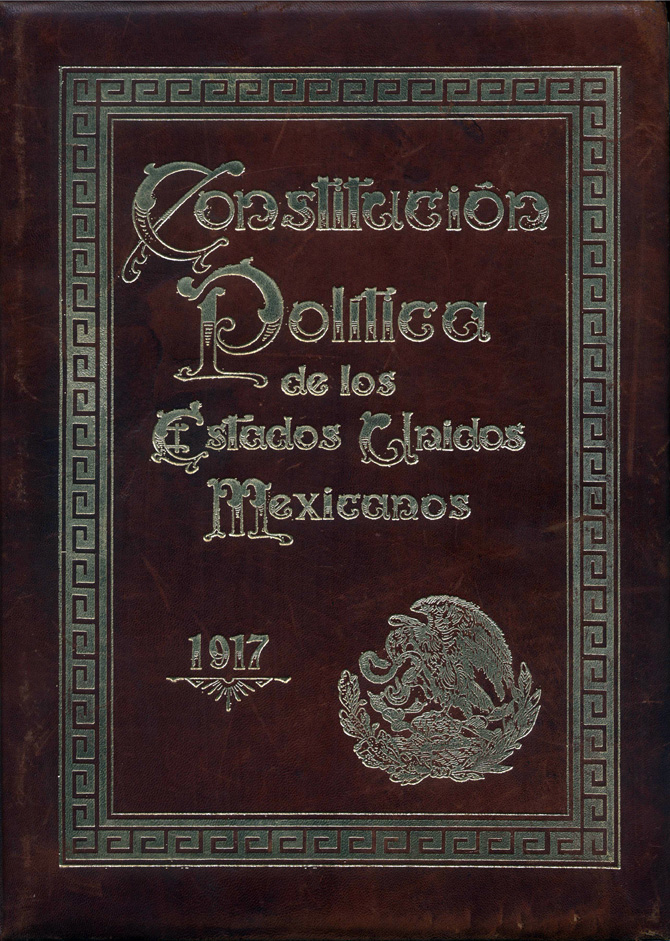
Portada Original de la Constitución Mexicana de 1917, lugar en donde se encuentran las Garantías de los mexicanos.

La Constitución Política de los Estados Unidos Mexicanos (CPEUM) es la ley suprema del Estado, en ella se rigen los derechos básicos del individuo (parte dogmática), así como la forma y estructura de este gobierno (parte orgánica).
Su parte dogmática consagra las "garantías individuales".
Concepto:
El diccionario de la Real Academia Española define:
- Dogma, “la proposición que se asienta por firme y cierta y como principio innegable de una ciencia”.
- Garantía proviene del francés garant; que significa, entre otras, efecto de afianzar lo estipulado y cosa que asegura o protege contra algún riesgo o necesidad.

Con ello se concluye las Garantías son: “derechos públicos subjetivos consignados a favor de todo habitante de la República que dan a sus titulares la potestad de exigirlos jurídicamente a través de la verdadera garantía de los derechos públicos fundamentales del hombre que la Constitución Política de los Estados Unidos Mexicanos consigna, esto es, la acción constitucional de amparo” .
Las Garantías Individuales están contenidas, en su mayoría, en los primeros 29 artículos de la CPEUM, no pueden restringirse ni suspenderse excepto en los casos que la propia constitución señala, según está establecido en sus artículos 1° y 29° Constitucionales.
Algunas características de las garantías individuales son:
- Unilateralidad, pues el obligado a su observancia es el Estado.

- Irrenunciabilidad, no están sujetas a la voluntad de nadie, cualquier persona que se encuentre dentro del territorio nacional cuenta con la protección de dichas garantías

- Soberanía, las norma la Constitución Política de los Estados Unidos Mexicanos.

- Intransferencia, no pueden ser objeto de venta, transmisión o enajenación de cualquier tipo.

- Perdurabilidad, Nunca caducan o prescriben, salvo en los casos previstos por la propia constitución.

En un solo artículo de la CPEUM se pueden encontrar inmersas varias garantías individuales, por mencionar algunas y para efectos didácticos se encuentran las siguientes:
Clasificación de las Garantías Individuales:
- Garantías de Igualdad- Ante la ley todos somos iguales y solo ante características definidas en ellas se podrá distinguir aquellos casos que sean excepcionales

- Garantías de Libertad- Entre otras la libertad para desempeñar cualquier trabajo lícito; a expresar las ideas; imprenta; el derecho de petición; la libertad de posesión y portación de armas; el libre tránsito; la libertad religiosa; la libre circulación de correspondencia; la libre concurrencia; la educación laica, gratuita y obligatoria

- Garantías de Propiedad- Implica aspectos fundamentalmente económicos, ligados al desarrollo de los medios de producción y la distribución de la riqueza que de ellos se obtiene.

- Garantías de Seguridad Jurídica- Las autoridades deben actuar en todo momento con estricto apego a las leyes, cumpliendo con todas y cada una de las formalidades que estén establecidas en ellas, particularmente cuando se pretenda molestar al particular en sus bienes o libertad.

La Suspensión de las Garantías:
En el artículo 29 Constitucional se estipula que solo en los casos de invasión, perturbación de la paz pública o de cualquier otra causa que ponga a la sociedad en grave peligro o en conflicto, el ejecutivo federal en acuerdo con sus ministros, jefes de departamento administrativo, el procurador general de la República y con la aprobación del Congreso de la Unión, podrá suspender en todo el país o en un lugar determinado las garantías que fuesen obstáculo para hacer frente rápida y fácilmente a la situación.
En tales casos, la suspensión deberá reunir los siguientes requisitos:
- Hacerse por medio de prevenciones generales.
- No contraerse a determinado individuo.
- Suspenderse por tiempo limitado.

Medios de defensa ante Leyes promulgadas o actos de autoridad (anticonstitucionales o inconstitucionales):
El principal medio de defensa ante la transgresión de las garantías individuales establecidas en la CPEUM, es el amparo, (artículo 1 Constitucional de la Ley de Amparo), que entre otros fines persigue resolver conflictos derivados de la promulgación de leyes o la realización de actos de autoridad que violan las referidas garantías individuales.
En la Constitución Política de los Estados Unidos Mexicanos, existen dos vías para la tutela de los derechos constitucionales (denominadas "garantías individuales"). Por un lado, la vía jurisdiccional, a través de un Juicio de amparo ante un Juez de Distrito, Tribunal Colegiado o ante la Suprema Corte de Justicia de la Nación del Poder Judicial de la Federación; y por el otro, la vía no jurisdiccional, mediante una queja ante la Comisión Nacional de los Derechos Humanos (CNDH) o ante alguna de las comisiones locales estatales y/o federales.
República Dominicana.
En la República Dominicana esto a derechos se encuentran en la Constitución del 26 de enero del 2010.